# Bagnères-de-Luchon
Bagnères-de-Luchon, zkráceně nazývané Luchon (v gaskoňské okcitánštině Luishon nebo Banhèras de Luishon) je francouzská obec v departementu Haute-Garonne v regionu Midi-Pyrénées. Území obce sousedí se Španělskem. Žije zde přibližně 2 100 obyvatel.Je centrem kantonu Bagnères-de-Luchon. Luchon je již od římských dob proslulý svými geotermálními prameny, lázně zde byly obnoveny v 18. století.

## Vývoj počtu obyvatel
Počet obyvatel 

## Partnerská města
- Sitges, Španělsko
- Harrogate, Anglie